# カンカル
1. カンカル(フランス・地名) （フランス語:Cancale、ブルトン語:Kankaven、ガロ語:Cauncall）は、フランス、ブルターニュ地域圏、イル＝エ＝ヴィレーヌ県のコミューン。
2. カンカル(チベット・家名)（（チベット語:khang dkar）は、チベット・ツァン地方のポロン地方で領主ポロン・ジェウォンのチーキャプ(家宰)職やラサ・ドンチョッパ（駐ラサ弁務官）職などを歴任した名望家の家名。

本記事では、フランスの地名について記述する。

## 地理
モン・サン・ミシェル湾の西側、イル＝エ＝ヴィレーヌ県の北部コート・デメロード（fr）に位置する。サン＝マロの東約15kmである。湾の西端であるカンカルのグルワン岬（en）からは、晴天の日に対岸のモン・サン・ミシェルが見える。

## 歴史

カンカルのカキ採り、ジョン・シンガー・サージェント画、1877年

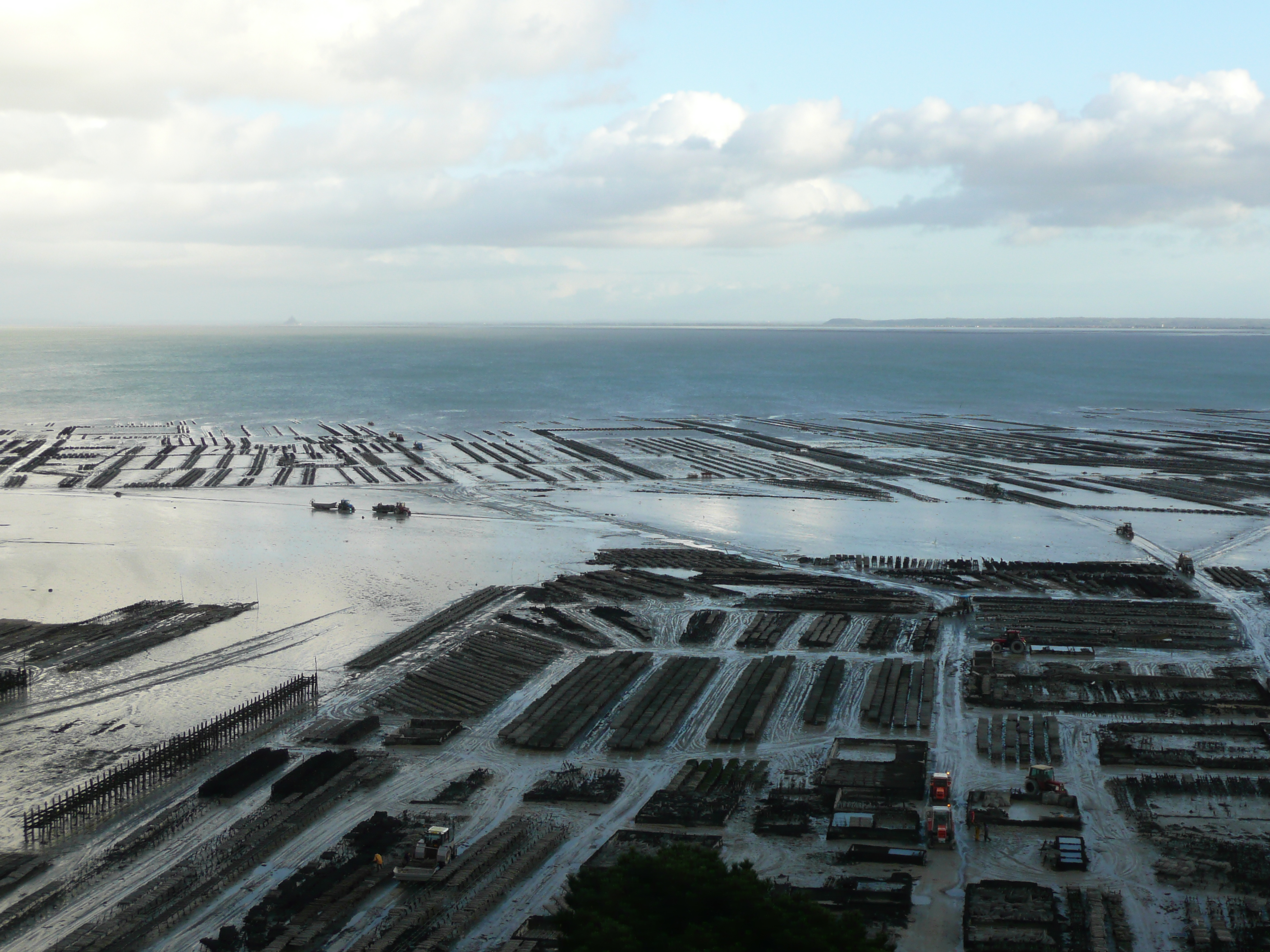
カキの養殖棚

カンカルはかつて、ニューファウンドランド島でタラ漁に従事する偉大な船乗りたちの存在で知られた。
18世紀、コミューンの東にあるサン＝マロ攻撃を狙ったイギリス軍が、幾度もカンカルに上陸した。
1612年、ダニエル・ド・ラ・トゥシュの艦隊がカンカルからブラジルへ出発した。ド・ラ・トゥシュはマラニョン州サン・ルイスを建設した。
1963年1月19日夜から20日にかけ、最低気温－16℃を記録したカンカルのウール港が凍結し、一週間もの間氷が溶けなかった。この寒波でカンカルのカキの8割が死滅するという事態となった。

## 経済
ルイ14世は、ヴェルサイユ宮殿へカンカル産カキを取り寄せていた。現在もカキ養殖や漁業が盛んで、小さな町であるが、訪れる観光客のため多くのレストランが軒を連ねている。カキ養殖棚は7.3平方キロメートルもあり、毎年25,000トンのカキが水揚げされている。

## 人口統計
| 1962年 | 1968年 | 1975年 | 1982年 | 1990年 | 1999年 | 2006年 | 2011年 |
| ------ | ------ | ------ | ------ | ------ | ------ | ------ | ------ |
| 5236   | 5019   | 4780   | 4638   | 4910   | 5203   | 5285   | 5277   |

参照元:1999年までEHESS、2000年以降INSEE

## 姉妹都市
- アルンシュタイン、ドイツ
- ミッテルヴィール、フランス